# Хеленска фондација за културу
Хеленска фондација за културу основана је 1992. године и представља културну и образовну организацију, са седиштем у Атини, која има за циљ промовисање грчког језик и културе. Утемељивач организације је Јанис Георгакис, оснивач и први председник Хеленске фондације за културу. Георгакис је имао визију да оснује институцију која се бави грчком културом у иностранству.

## Историја
Први облик организације деловања фондације је увео функцију управног одбора, који је бирао председника и чланове извршног већа. Од 1994, након накнадних измена законодавних аката, структура организације је измењена и Министарство културе предлаже председника и поставља чланове извршног већа.
Од 2002. године, фондација је у надлежности Министарства за културу, где је начелник управе за питања образовања и културе заступник Министарства спољних послова у управном одбору фондације, док и Министарство образовања има једног представника. 2014. долази до спајања Националног центра књиге и Хеленске фондације за културу. Национални центар књиге је био одговоран за примену националних метода за промоцију књиге. Издавачи, писци, преводиоци, библиотекари и књижари активно су учествовали у деловању Националног центра књиге. Припајањем Националног центра књиге Хеленској фондацији за културу припојила, фондација је одговорна за организацију Међународног сајма књига у Солуну.
Од свог оснивања, управни одбор Хеленске фондације за културу усредсредио се на отварање подружница у иностранству, сматрајући то као значајну помоћ у покушају да промовише и развије грчку културу у свету. Фондација има подружнице у следећим градовима света: Вашингтону, Пекингу, Александрији, Београду, Берлину, Букурешту, Никозији, Лондону, Одеси, Софији и Трсту. У неким од ових подружница се могу похађати и часови грчког језика. 
Фондација је на челу грчке мреже Фондације Ана Линд за евромедитеранску сарадњу и дијалог међу културама. Фондација је такође и члан Европске мреже националних института за културу Европске уније.
Седиште фондације налази се у старој резиденцији Продромоса Бодосакиса у Старом Психику. 
Данас, фондација спроводи разне активности за промоцију грчке културе. Од 2014. године истовремено организује петодневну Међународну културну академију, која се одржава у областима које су од великог значаја за грчку историју, као што је античка Олимпија. Академија има за циљ да буде место окупљања истраживача, дипломата и представника културе, медија, уметности итд. 

## Приватни музеј фондације
Фондација је дала велики значај историјским и културним везама које постоје између Грчке и суседних земаља. Фонцација поседује Кавафијев музеј у Александрији и Музеј Хетерије у Одеси, једине музеје који су у грчком власништву изван Грчке.
Кавафијев музеј била је иницијатива Костиса Москофа. Музеј је основан 1992. године. Налази се у Кавафијевој кући. Ентеријер куће је реновиран и сређен додавањем детаља тако да посетиоци могу да осете дух Кавафијевог времена. Експонати у музеју представљају песников живот и дело. 

### Музеј Хетерије
Музеј Хетерије основан је 1979. године. Од 1994. године се налази у данашњем седишту, у згради где је основана Хетерија. 
За три године, од 1991. до 1993, Хеленска фондација за културу је обновила Музеј Хетерије уз помоћ појединаца, Музеј регионалне историје Одесе и музеје из Грчке.